# Valdir (ur. 1977)
Valdir, właśc. Valdir Teodoro (ur. 23 marca 1977 w Porecatu) – były brazylijski piłkarz występujący na pozycji obrońcy.
Valdir karierę piłkarską rozpoczął w roku 1995 w klubie Grêmio de Esportes Maringá. Następnie występował w barwach Santos FC, Jabaquara Santos, AA Portuguesa Santos, CA Juventus São Paulo, SE Gama, SC Internacional Porto Alegre, EC Santo André, AA Internacional Limeira, União Agrícola Barbarense FC de Santa Bárbara d'Oeste. W okresie przygotowawczym do rundy wiosennej sezonu 2005/2006 został zatrudniony w Pogoni Szczecin. W barwach Granatowo-Bordowych zadebiutował w meczu przeciwko Amice Wronki (0:3) rozegranym w Szczecinie 11 marca 2006 roku.